# Bill Blair (Rennfahrer)
Bill Blair (* 14. Juli 1911 in High Point, North Carolina; † 2. November 1995 in High Point, North Carolina) war ein US-amerikanischer NASCAR-Rennfahrer.

## Karriere
Blair begann seine Motorsportkarriere in den 1930-Jahren und fuhr ab 1939 auf dem High Point Speedway drei Rennen. Nach dem Zweiten Weltkrieg eröffnete er seine eigene Rennstrecke. Er war einer der Unterstützer von Bill France bei der Gründung der NASCAR und war einer der Fahrer in der ersten Saison 1949. Insgesamt konnte er in der Rennserie drei Siege einfahren, den letzten in Daytona Beach 1953.

## Nachwirken
Blairs Leben wird zusammen mit dem zweier weiterer NASCAR-Pioniere im Film Red Dirt Rising nacherzählt. Gespielt wurde er von Burgess Jenkins.